# آوینیو
آوینیو (به اسپانیایی: Avinyó) یک منطقهٔ مسکونی در اسپانیا است که در باگیس واقع شده‌است. آوینیو ۶۳٫۲ کیلومتر مربع مساحت دارد.